# Jorge Alberto Jacobus Furtado
Jorge Alberto Jacobus Furtado (Porto Alegre, 30 de setembro de 1924 — Porto Alegre,  12 de maio de 1999) foi um professor e administrador público brasileiro.
Nos anos 1960 foi superintendente acadêmico da UFRGS.
Entre 1974 e 1979 foi secretário geral do Ministério do Trabalho e ministro interino de Arnaldo Prieto. No ministério criou o Programa Nacional de Desenvolvimento do Artesanato (1975), publicou o Manual de Inspeção do Trabalho Marítimo (1979), foi responsável pela regulamentação de dezenas de profissões e primeiro coordenador do PIPMOI (Programa Intensivo de Preparação de Mão-de-Obra Industrial).
Grande incentivador da criação de fundações no Rio Grande do Sul, ajudou a criar a FEPLAM (Fundação Educacional Padre Landell de Moura) e a Fundação Gaúcha do Trabalho. Presidiu a Fundação OSPA (Orquestra Sinfônica de Porto Alegre) de 1972 a 1975. Em 1981 foi fundador e primeiro presidente da Fundação Televisão Educativa do Rio Grande do Sul.
Casado com a ex-vereadora e deputada Dercy Furtado, teve seis filhos, entre eles o cineasta Jorge Furtado.
Em sua homenagem, existem hoje a Rua Professor Jorge Furtado, em Porto Alegre (bairro Rubem Berta), e o Auditório Jorge Alberto Furtado, em Manaus.